# Economic Policy Institute
Economic Policy Institute (EPI) är en amerikansk tankesmedja som är baserad i Washington, D.C. Tankesmedjan genomför ekonomisk forskning, och analyserar olika policyers och förslags ekonomiska påverkan. Institutet beskriver sig själv opartisk tankesmedja som försöker "inkludera låg- och medelinkomsttagares behov i diskussioner om ekonomiska policyer". Institutet är kopplat till arbetarrörelsen, och ofta sägs den ha ett liberalt perspektiv på offentlig politik.
Institutet har en systerorganisation, EPI Policy Center, som arbetar med påverkansarbete och utbildning. EPI förespråkar policyer som är förmånliga för låg- och medelinkomsttagare i USA. Institutet utvärderar även ekonomiska policyer, och föreslår nya som man tror kommer att skydda och förbättra levnadsstandarden för arbetarfamiljer.